# Praia de Portocelo
Vista da Praia de Portocelo.
A praia de Portocelo é uma praia galega localizada no município de Marín, na província de Pontevedra, Espanha. Tem 350 metros de comprimento e está localizada na ria de Pontevedra, a 7 km de Pontevedra.

## Descrição
É uma praia retilínea na ria de Pontevedra, muito perto da vila de Marín. Está ligada à praia de Mogor por um passeio que atravessa a floresta de pinheiros e eucaliptos que as separa. A areia é branca e fina e está protegida dos ventos, com águas calmas e adequadas para desportos aquáticos: esqui aquático, vela, veículo aquático pessoal, windsurf e pedalinho.
A bandeira azul voa para lá.

## Acesso
De Pontevedra, tomar a estrada costeira PO-12 e PO-11 em direção a Marín. Em Marín, tomar a estrada PO-551 e, no final da área cercada da escola naval, a pequena estrada que leva às praias.

## Galeria de fotos

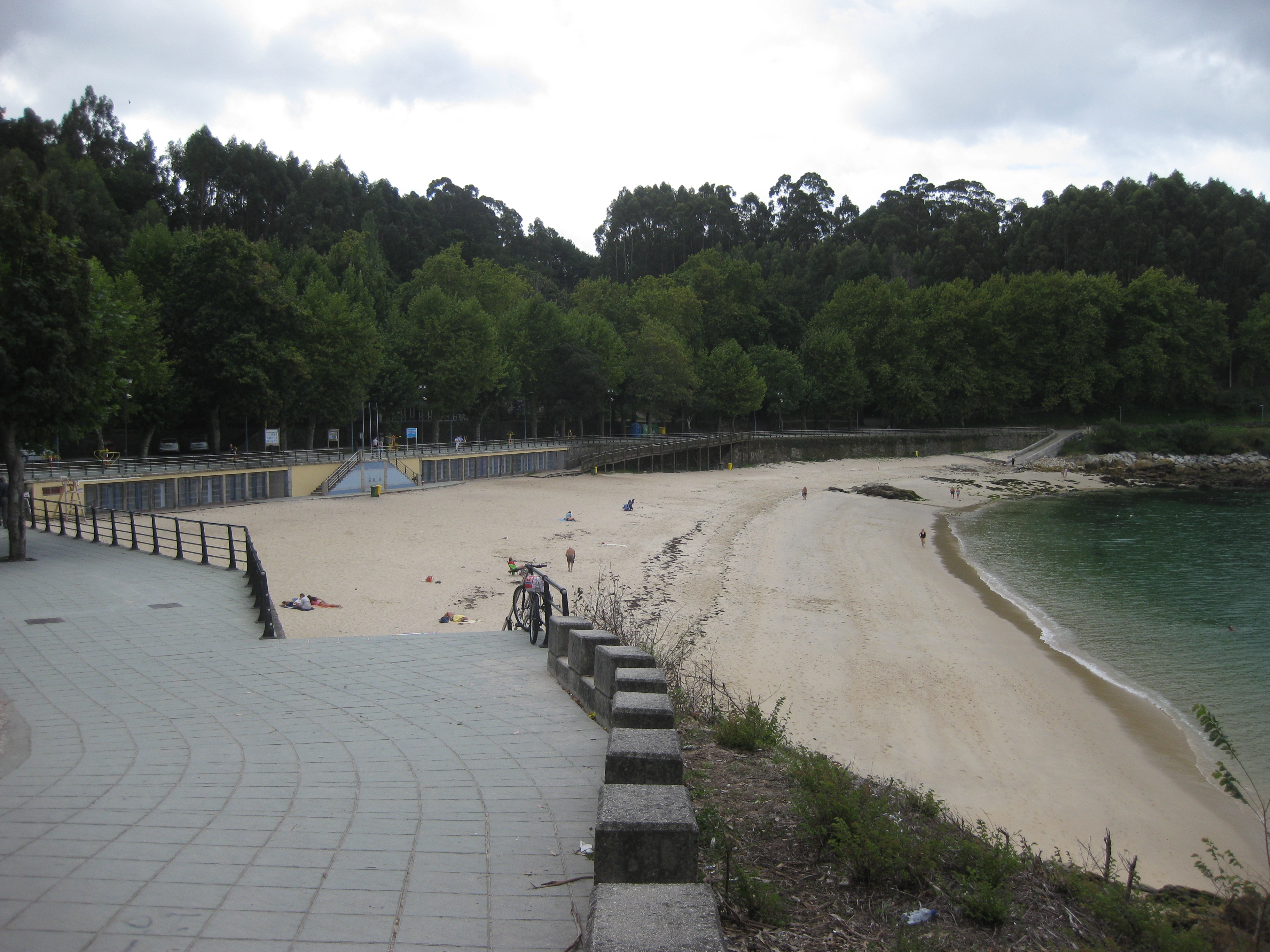
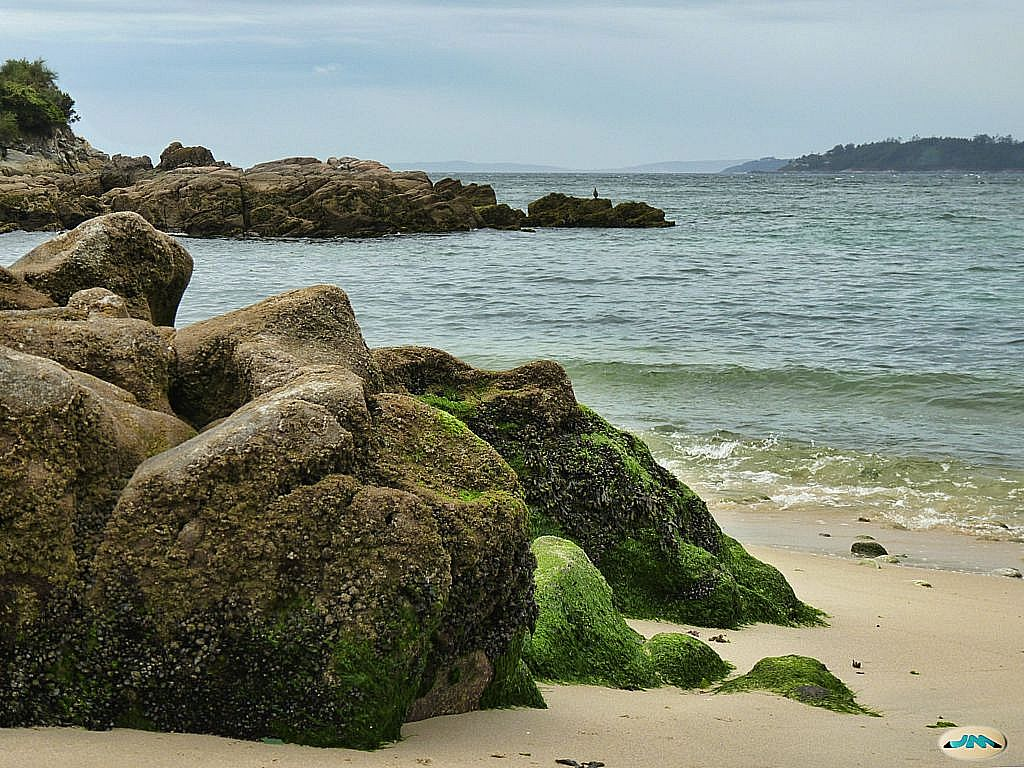
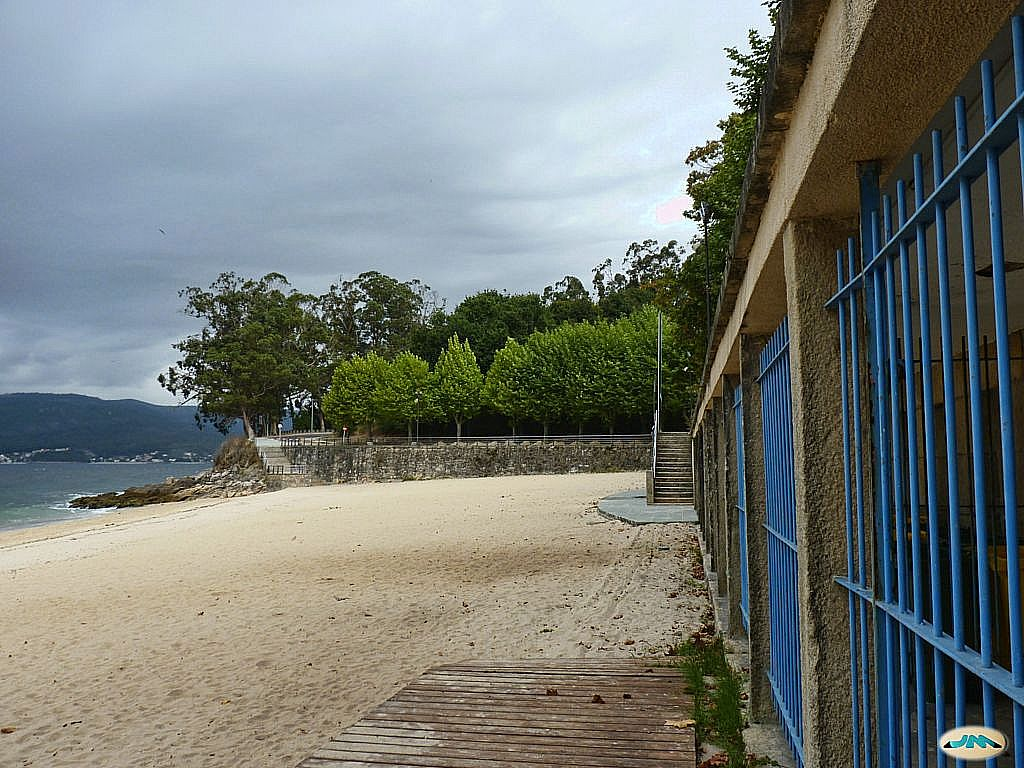
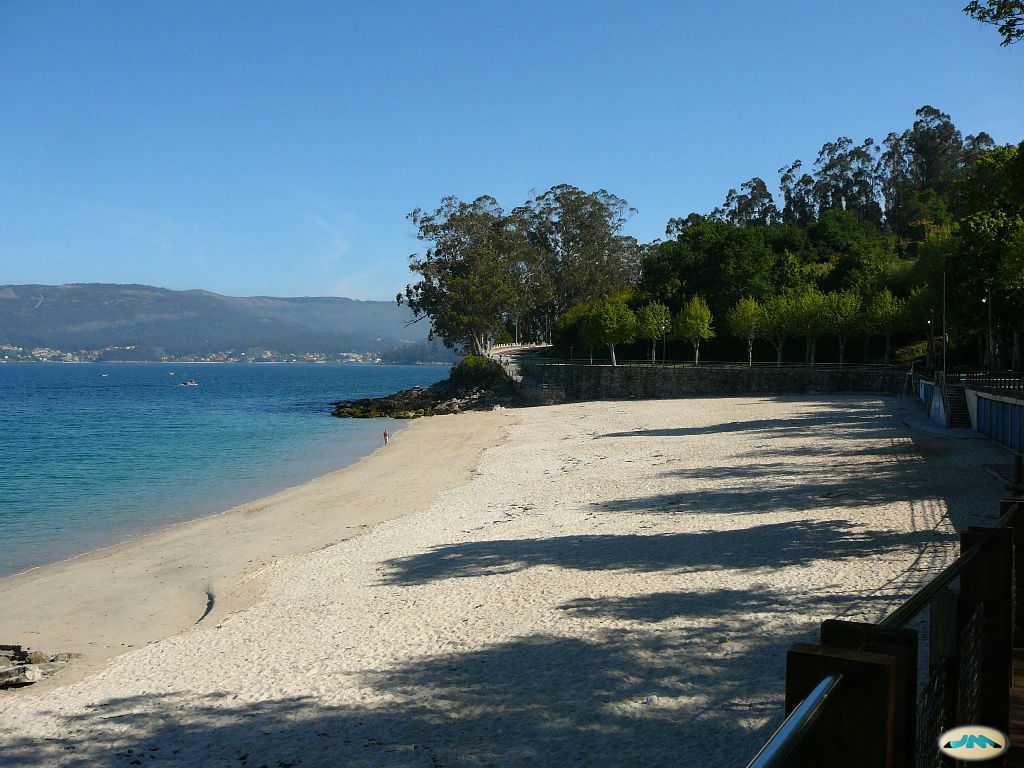
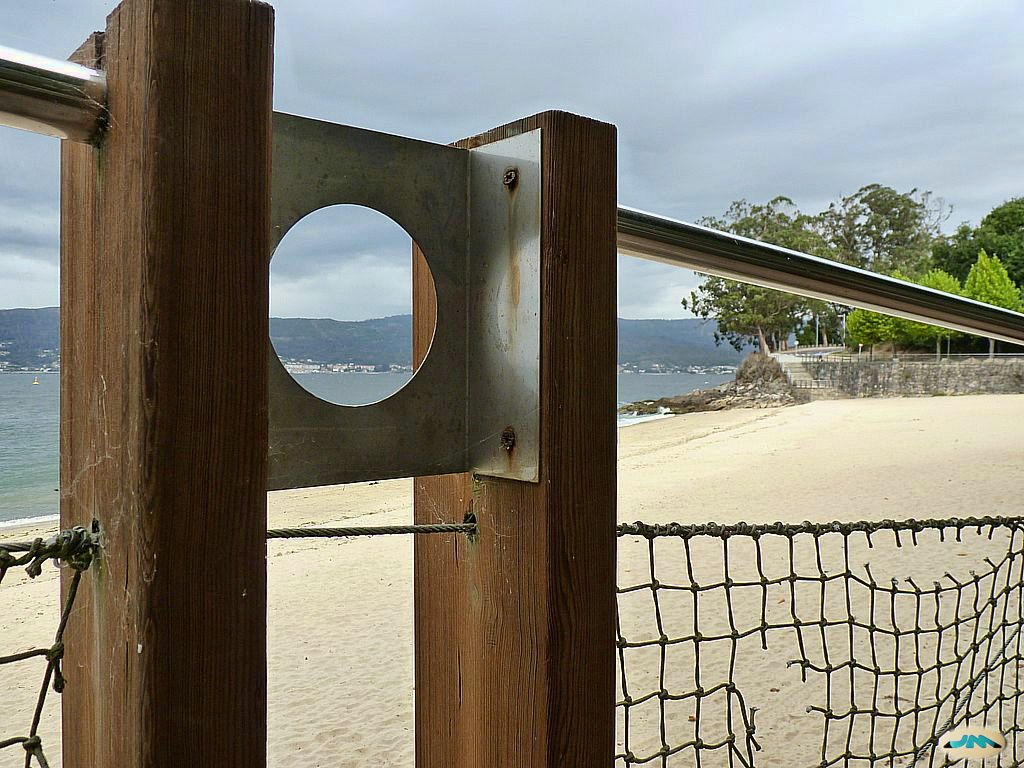
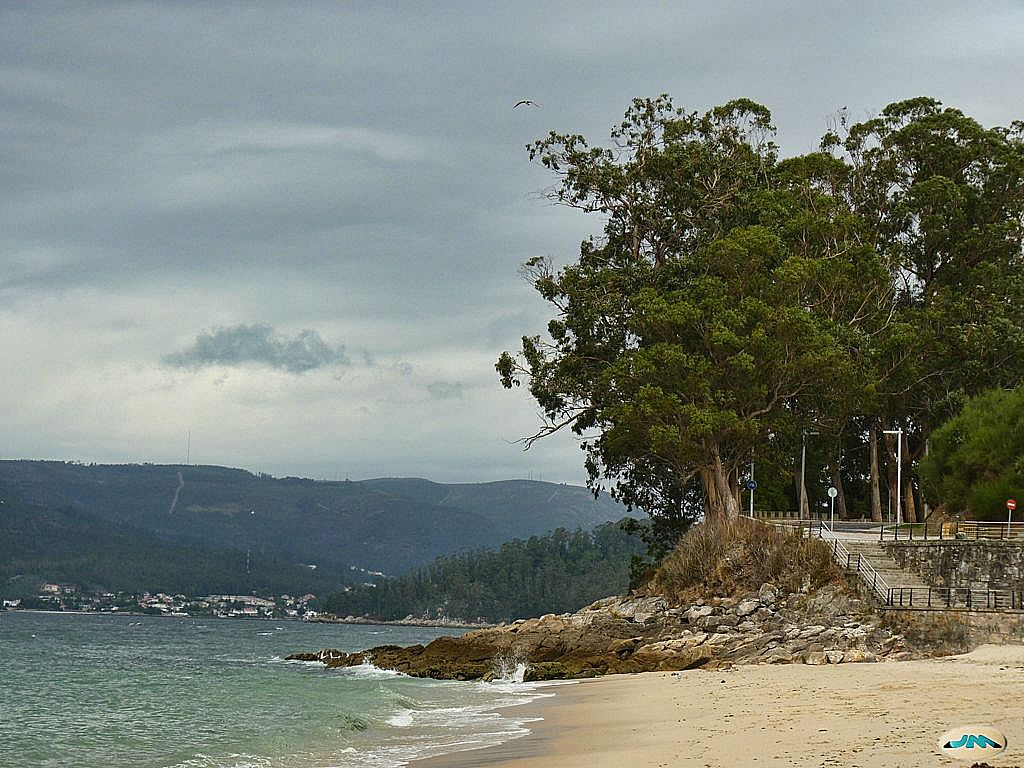
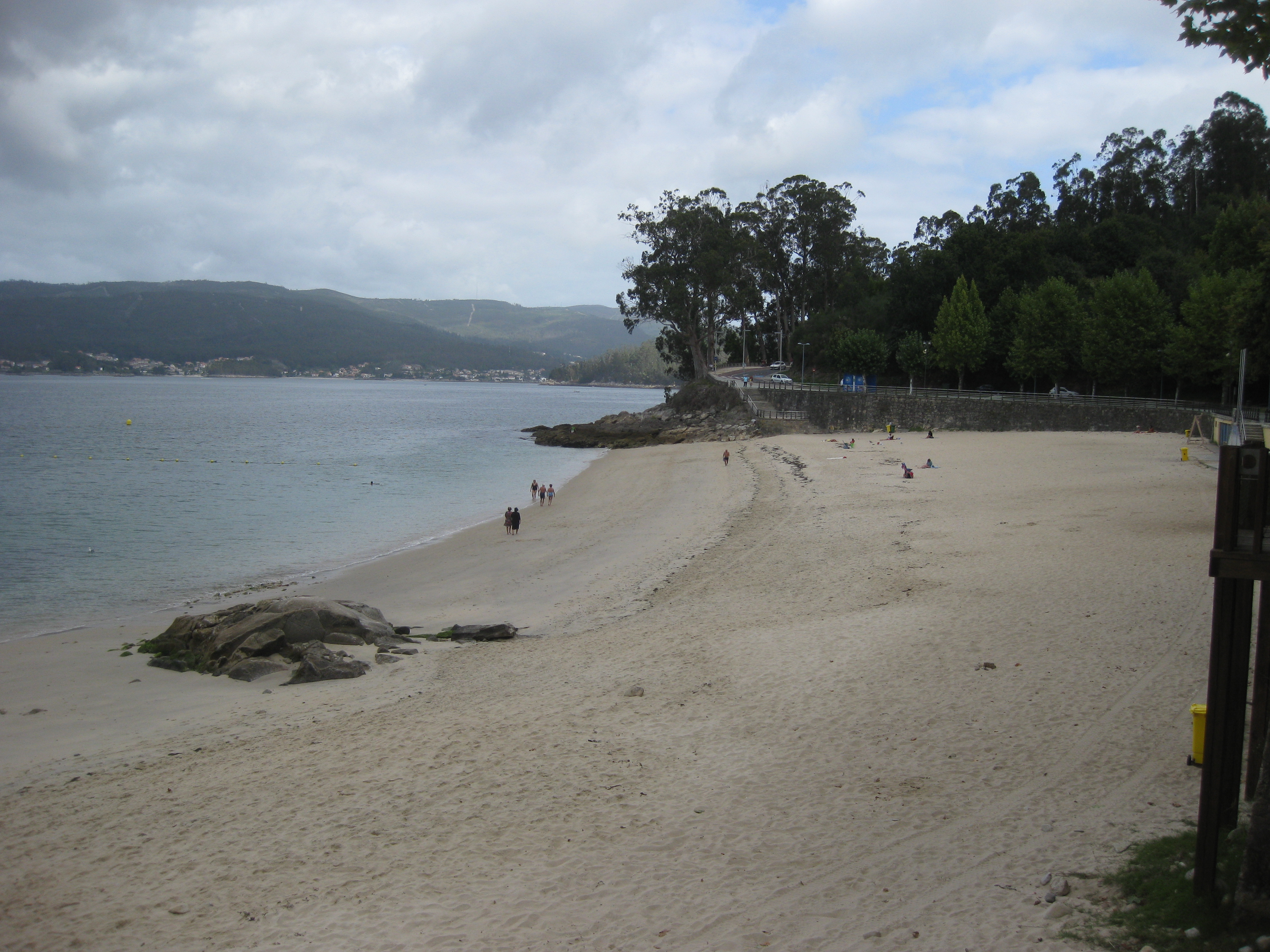
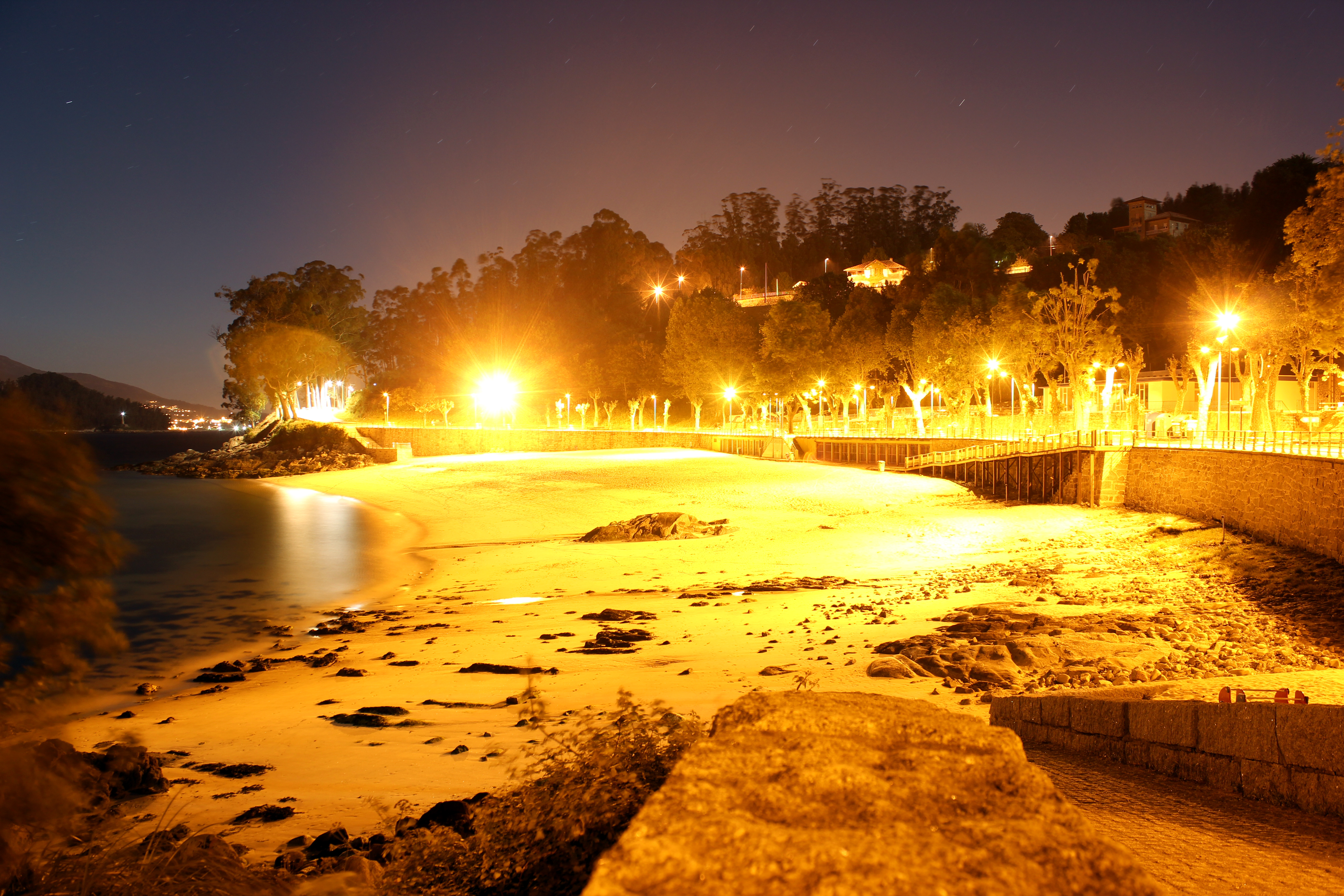
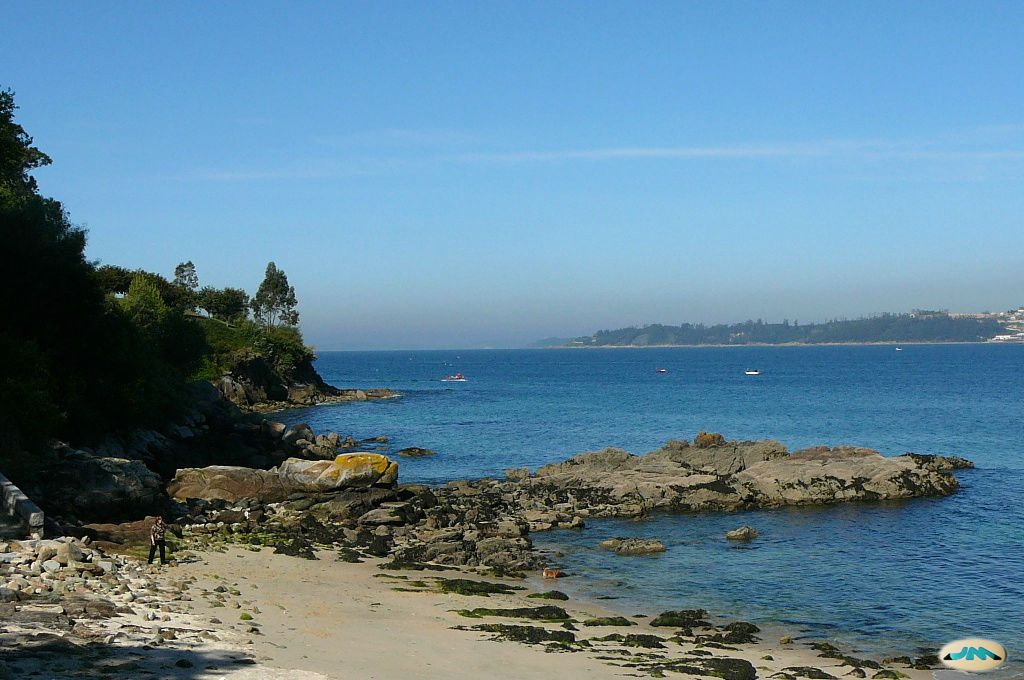

### Outros artigos
- Marín (Galiza)
- Ria de Pontevedra
- Rias Baixas
- Praia de Mogor
- Praia do Lérez
- Praia de Aguete